# Hólmavík
Hólmavík é uma localidade na Islândia. Em 2018 tinha uma população de cerca de 320 habitantes.